# 長興縣太湖高級中學
长兴县太湖高级中学，簡稱长兴三中，是浙江省长兴县一所公办全日制普通高中。該校前身为“长广中学”，係由企业办学转为政府办学，另外长兴县还有长兴一中（初中）、长兴二中（长兴职业技术教育中心学校）。